# Leucyl-ARNt synthétase
La leucyl-ARNt synthétase (ou LeuRS) est une ligase qui catalyse la réaction :
ATP + L-leucine + ARNtLeu  {\displaystyle \rightleftharpoons }  AMP + pyrophosphate + L-leucyl-ARNtLeu.
Cette enzyme assure la fixation de la leucine, l'un des 22 acides aminés protéinogènes, sur son ARN de transfert, noté ARNtLeu, pour former l'aminoacyl-ARNt correspondant, ici la leucyl-ARNtLeu.
LeuRS fait partie de la classe 1a des Aminoacyl-ARNt synthétases. Une sous-famille de cette classe qui regroupe également IleRS et ValRS, se caractérise par l'insertion d'un domaine CP1 (connective polypeptide 1) dans le domaine catalytique contenant le pli Rossmann. Ces trois protéines particulièrement proches auraient évolué à partir d'un ancêtre commun.
Chez les mammifères, la leucyl-ARNt synthétase est l'une des huit synthétases faisant partie du complexe des aminoacyl-ARNt synthétases.
On trouve deux gènes codant pour leucyl-ARNt synthétase chez l'Homme: le gène LARS1, contenu sur le chromosome 5, code pour une protéine cytoplasmique tandis que le gène LARS2, contenu sur le chromosome 3, code pour une protéine mitochondriale.

## Intérêts thérapeutiques
La délétion du locus 3p21.3, sur lequel se trouve le gène LARS2, est fréquemment observée dans les carcinomes du nasopharynx.
Le gène LARS1 est surexprimé dans plusieurs types de cancer tels que les cancers du poumon non à petites cellules, le cancer colorectal, la leucémie myéloïde, le cancer du pancréas, le cancer du rein, le cancer du col utérin ou encore le cancer de la peau. Sa surexpression permet d'activer le complexe mTORC1 qui en retour favorise la prolifération et la croissance cellulaire. Des inhibiteurs de la protéine codée par LARS1 sont à l'étude pour le développement de médicaments anticancéreux.
LARS2 est dérégulé chez les patients atteint de la Maladie d'Alzheimer mais son rôle dans les maladies neurodégénératives est encore mal connu. Il pourrait notamment infuencer l'expression de la glycogène synthase kinase 3 beta par la voie de signalisation PI3K/AKT.